# My Love
„My Love” este un cântec înregistrat de către compozitorul și cântărețul american Justin Timberlake pentru al doilea lui album de studio, FutureSex/LoveSounds (2006). A fost lansat pe 24 octombrie 2006 de către Jive Records ca și al doilea single al albumului. Cântecul este o colaborare cu rapper-ul american T.I. A fost scris de Timberlake, Timbaland, Nate „Danja” Hills (care au produs de asemenea single-ul) și T.I.
Timberlake a spus că procesul de creație a durat un timp mai îndelungat. Tot el a spus că „My Love” a avut ca subiect principal oportunitatea de a iubi, și mai puțin despre căsătorie. Instrumentația o constituie corzile sintetizatoare cu un beat încet și include, de asemenea, beatbox, instrumente de percuție și sunete sraccato. Timberlake a descris piesa ca o baladă rock-tehno. „My Love” a fost primit bine de către criticii muzicali, în ciuda unora care l-au criticat pe Timberlake pentru versuri și sunete.
Single-ul a intrat în top 10 în clasamentele Billboard precum Billboard Hot 100, Pop 200, Hot Dance Airplay și Hot Digital Songs. „My Love” a devenit, de asemenea, al doilea single consecutiv al lui Timberlake care a ajuns pe primul loc în topul Billboard Hot 100. Internațional, single-ul s-a clasat pe locul al doilea, devenind al patrulea single al lui Timberlake care ajunge pe locul al doilea. în Noua Zeelandă, piesa a ajuns pe locul întâi pentru cinci săptămîni neconsecutive. 
Pitchfork Media a considerat „My Love” ca fiind cântecul numărul unu al anului 2006. Mulți a spus că single-ul este asemănător cântecului din 2002, „Cry Me a River”. Piesa a câștigat premiul pentru Cel mai bun rap/Cea mai bună colaborare la Premiile Grammy din 2007. „My Love” i-a adus, de asemenea, lui Timberlake premiul pentru Cel mai bun artist masculin al anului și Cea mai bună coregrafie într-un videoclip muzical la gala premiilor MTV Video Music Awards din 2007.

## Versiuni
CD1(Regatul Unit)
1. „My Love” (Feat. T.I.) - 4:43
2. „My Love” (Instrumental) - 4:38

CD2 (Regatul Unit)
1. „My Love” (Feat. T.I.) - 4:43
2. „My Love” (Paul Oakenfold Radio Edit) - 3:46
3. „My Love” (Pokerface Club Mix) - 5:48
4. „My Love” (Paul Jackson Remix) - 6:30
5. „My Love” (Linus Loves Remix) - 5:07
6. „My Love” (Videoclip) - 6:11

## Topuri
| Top (2006–07)                        | Poziția de top |
| ------------------------------------ | -------------- |
| Australia (ARIA)                     | 3              |
| Austria (Ö3 Austria Top 40)          | 6              |
| Belgia (Ultratop 50 Flanders)        | 16             |
| Belgia (Ultratop 50 Wallonia)        | 17             |
| Cehia (Rádio Top 100)                | 9              |
| Danemarca (Tracklisten)              | 3              |
| Europa (European Hot 100 Singles)    | 3              |
| Finlanda (Suomen virallinen lista)   | 5              |
| Franța (SNEP)                        | 10             |
| Germania (Media Control Charts)      | 4              |
| Ungaria (Rádiós Top 40)              | 5              |
| Ungaria (Dance Top 40)               | 24             |
| Irlanda (IRMA)                       | 4              |
| Italia (FIMI)                        | 12             |
| Olanda (Dutch Top 40)                | 12             |
| Noua Zeelandă (Recorded Music NZ)    | 1              |
| Slovacia (Rádio Top 100)             | 11             |
| Suedia (Sverigetopplistan)           | 2              |
| Elveția (Schweizer Hitparade)        | 2              |
| UK Singles (Official Charts Company) | 2              |
| US Billboard Hot 100                 | 1              |
| US Mainstream Top 40 (Billboard)     | 1              |
| US Hot R&B/Hip-Hop Songs (Billboard) | 2              |
| US Hot Dance Club Songs (Billboard)  | 15             |
| US Adult Top 40 (Billboard)          | 27             |

### Topuri de sfârșit de an
| Topuri (2007)        | Poziție |
| -------------------- | ------- |
| German Singles Chart | 53      |
| US Billboard Hot 100 | 26      |

### Predecesori și succesori în topuri
| Predecesor: „Money Maker” de Ludacris feat. Pharrell | Billboard Hot 100 single-ul numărul unu 11 noiembrie 2006 - 25 noiembrie 2006          | Succesor: „I Wanna Love You” de Akon feat. Snoop Dogg |
| Predecesor: „Lips of an Angel” de Hinder             | Billboard Pop 100 single-ul numărul unu 11 noiembrie 2006 - 25 noiembrie 2006          | Succesor: „I Wanna Love You” de Akon feat. Snoop Dogg |
| Predecesor: „Jump” de Madonna                        | Billboard Hot Dance Airplay: single-ul numărul unu 9 decembrie 2006 - 3 februarie 2007 | Succesor: „U + Ur Hand” de Pink                       |
| Predecesor: „Hold Out” de Matthew Saunoa             | RIANZ (Noua Zeelandă): single-ul numărul unu 13 noiembrie 2006 - 11 decembrie 2006     | Succesor: „Irreplaceable” de Beyoncé                  |
| Predecesor: „Irreplaceable” de Beyoncé Knowles       | RIANZ (Noua Zeelandă): single-ul numărul unu 18 decembrie 2006 - 25 decembrie 2006     | Succesor: „Wind It Up” de Gwen Stefani                |